# Metropolitano de Varsóvia

Metrô de Varsóvia

O Metropolitano de Varsóvia, abreviado Metro de Varsóvia ou Metrô de Varsóvia (Metro Warszawskie em língua polaca) é o atual sistema de metropolitano de Varsóvia, capital da Polónia. Foi inaugurado em 7 de abril de 1995.
Em serviço ao público encontra-se presentemente uma linha de 23 km de comprimento e 21 estações ao longo da margem esquerda do rio Vístula, a qual liga os bairros mais ao sul aos bairros mais ao norte, passando pelo centro da cidade. Tem um movimento médio diário de passageiros de 280-500 mil.
Em construção encontra-se o troço central de uma segunda linha que, perpendicular à primeira, ligará ambas as margens do rio, passando também pelo centro.
O sistema é explorado por uma empresa municipal do mesmo nome (Metro Warszawskie), a qual responde hierarquicamente perante uma outra empresa municipal (ZTM). Sendo que esta última integra a gestão dos três sistemas de comunicação da cidade: carros eléctricos, autocarros e metro.

## História

### Primeiro projeto
A primeira decisão para dotar Varsóvia de metropolitano foi tomada pelo governo da cidade em 1925. Esboçou-se então o plano de construir duas linhas subterrâneas: uma norte-sul na margem esquerda do rio e uma segunda perpendicular à primeira ligando ambas as margens, coincidindo no centro da cidade.
Em 1927 foi aprovado o plano anterior e iniciaram-se testes geológicos ao longo do traçado. A Grande Depressão congelou o projeto até que foi recuperado em 1938. Decidiu-se expandir o plano original, ficando então planeadas 7 linhas de 46 Km de comprimento total, a serem construídas por etapas num período de 35 anos.
Em 1939 contava-se iniciar a construção em meados da década seguinte, mas o rebentar da Segunda Guerra Mundial interrompeu o projeto definitavemente.

### Segundo projeto
O efeito da Segunda Guerra Mundial sobre Varsóvia foi brutal, deixando 83% da cidade irremediavelmente arruinado. A reconstrução, que na maior parte não correspondeu ao estado urbanístico anterior à guerra, e a perda de muita da documentação e materiais do projeto primeiro, obrigaram o governo a decidir-se por um segundo projeto.
A ruína total da cidade e a possibilidade de projetar de raiz o traçado das vias levou a ideia inicial de um metro essencialmente de superfície. Em 1948 ficou esboçado um sistema de duas linhas: uma norte-sul na margem esquerda do rio e uma segunda ligando ambas as margens do rio, coincidindo no centro da cidade, de comprimento total de 64 Km, em que 26 Km seriam pouco profundamente subterrâneos.
Razões político-militares levaram no entanto à alteração do projeto para um metropolitano subterrâneo profundo (30 - 50 m). Em caso de guerra deveria servir de abrigo, como os metropolitanos de Moscovo e Londres haviam servido poucos anos antes. Ademais o sistema seria ligado à rede ferroviária e arquitectado para suportar o transporte de pesadas cargas.
Em princípios da década de 1950 obras foram iniciadas na margem direita do rio (Praga), mas dificuldades técnicas e económicas levaram pronto à extinção ou suspensão do projeto. O curto troço construído nunca foi usado para transporte. Serve hoje para armazenamento de vinhos.

### Terceiro projeto
Na década de 1970 surgiu novamente vontade política para dotar Varsóvia de metro. O projeto, radicalmente diferente dos anteriores, previa uma longa linha de norte a sul e outra de leste a oeste, coincidindo no centro da cidade. A construção foi iniciada em 1981. Devendo ser pouco profundos os túneis, o método foi de trincheira. O primeiro troço (Kabaty - Politechnika) foi inaugurado em 1996. Ao longo dos anos o metro foi expandindo-se para norte, sendo cada estação aberta ao público conforme foi sendo construída.
Com a primeira linha (norte-sul) concluída em 2008, inicia-se em 2010 a construção da segunda linha (leste-oeste). Esta deverá passar por debaixo do rio, e em parte do seu percurso é mais profunda que a primeira. O método usado é essencialmente o da excavatriz circular. Prevê-se a inauguração do primeiro troço (Rondo Daszyńskiego - Dworzec Wileński) para 2014.

## Galeria

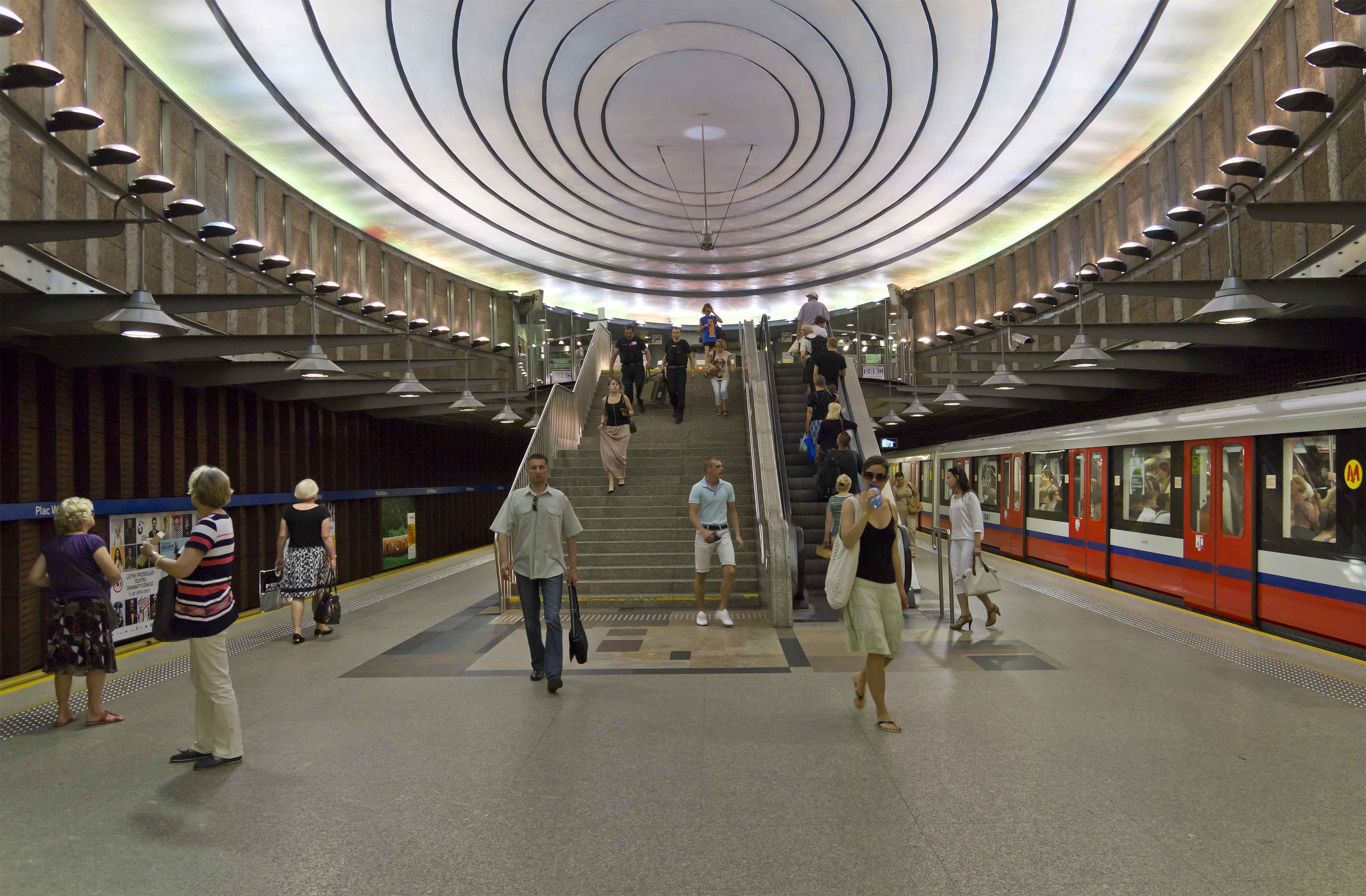
Estação Plac Wilsona
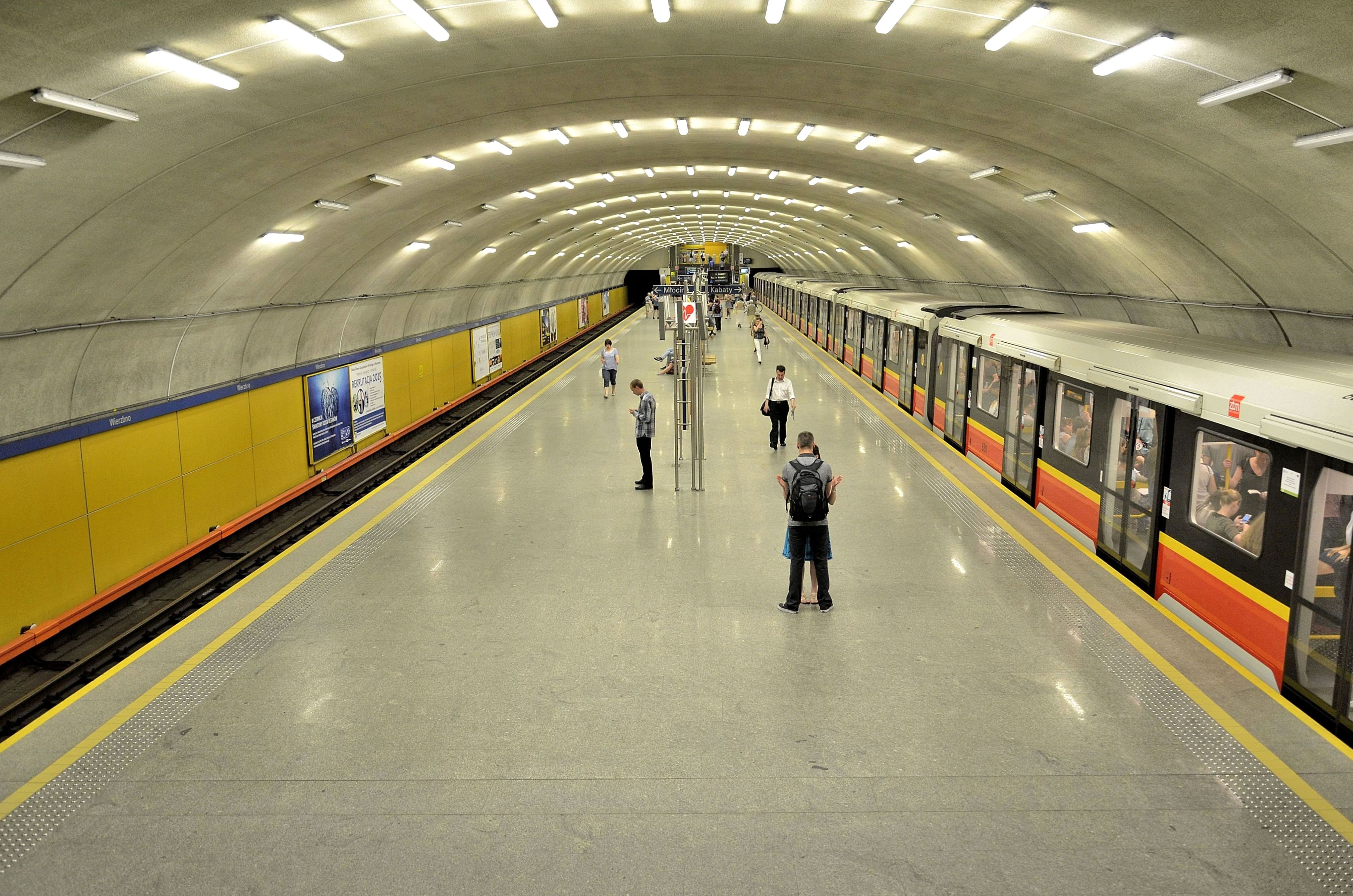
Estação Wierzbno
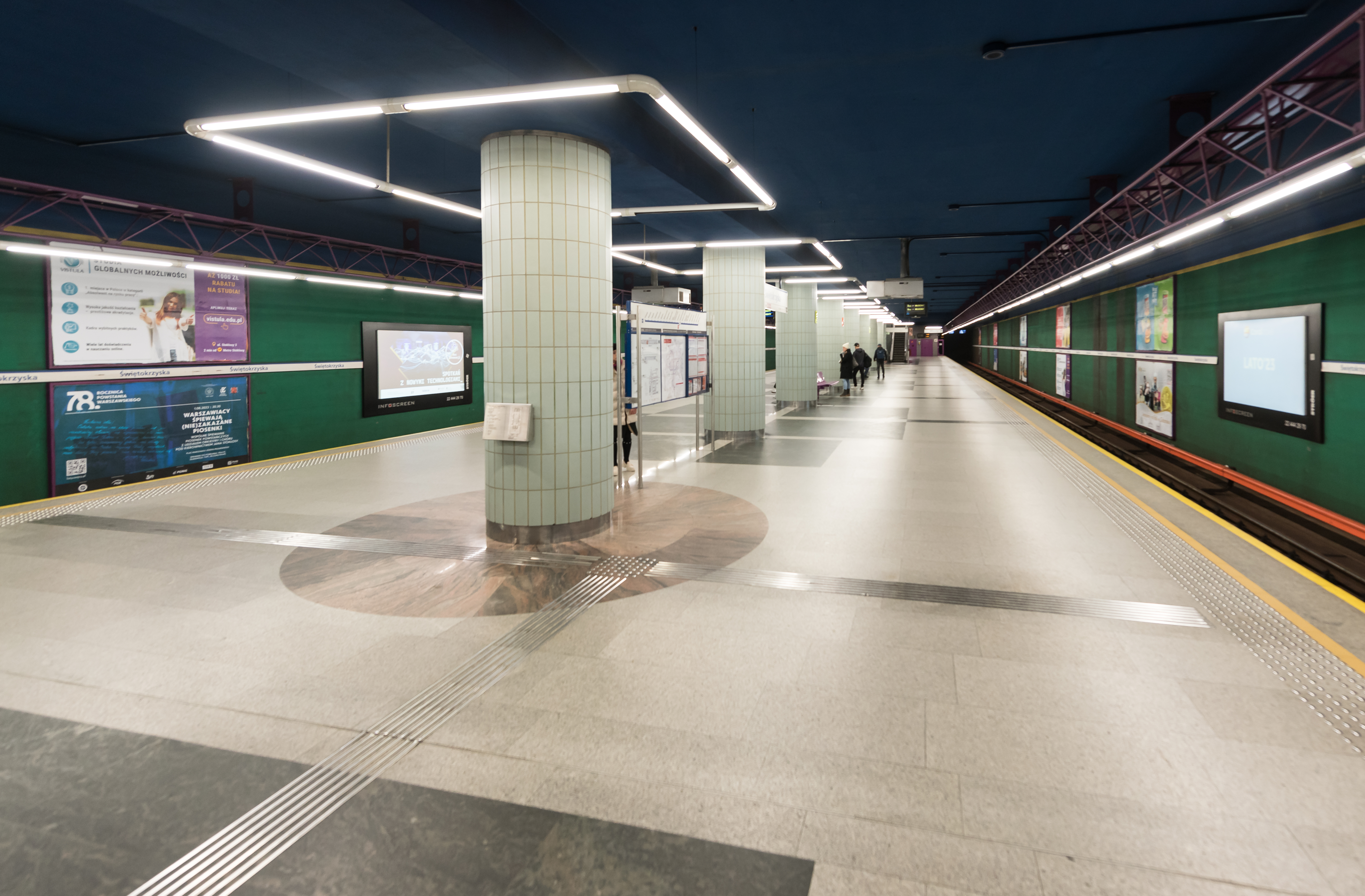
Estação Świętokrzyska
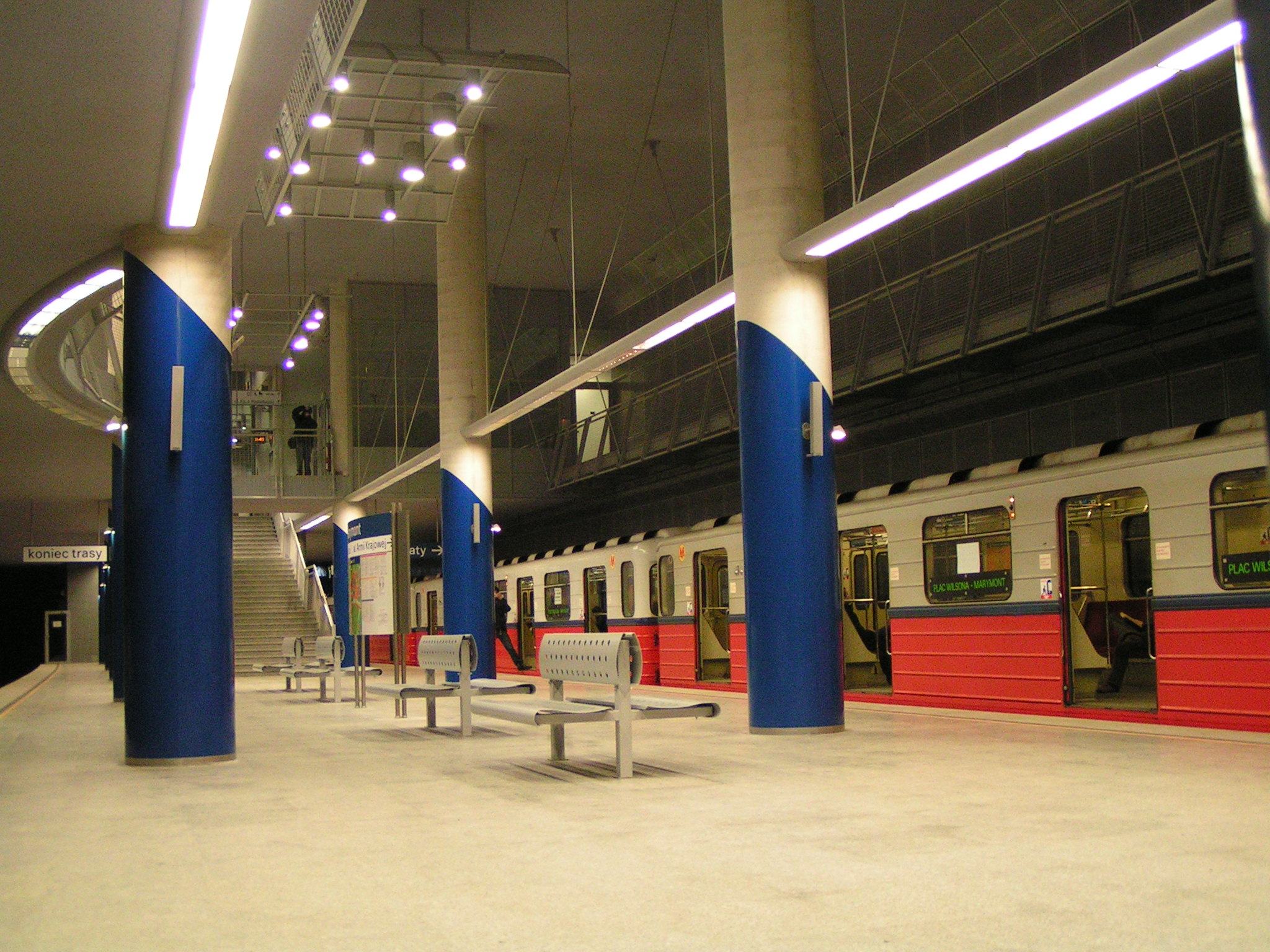
Estação Marymont
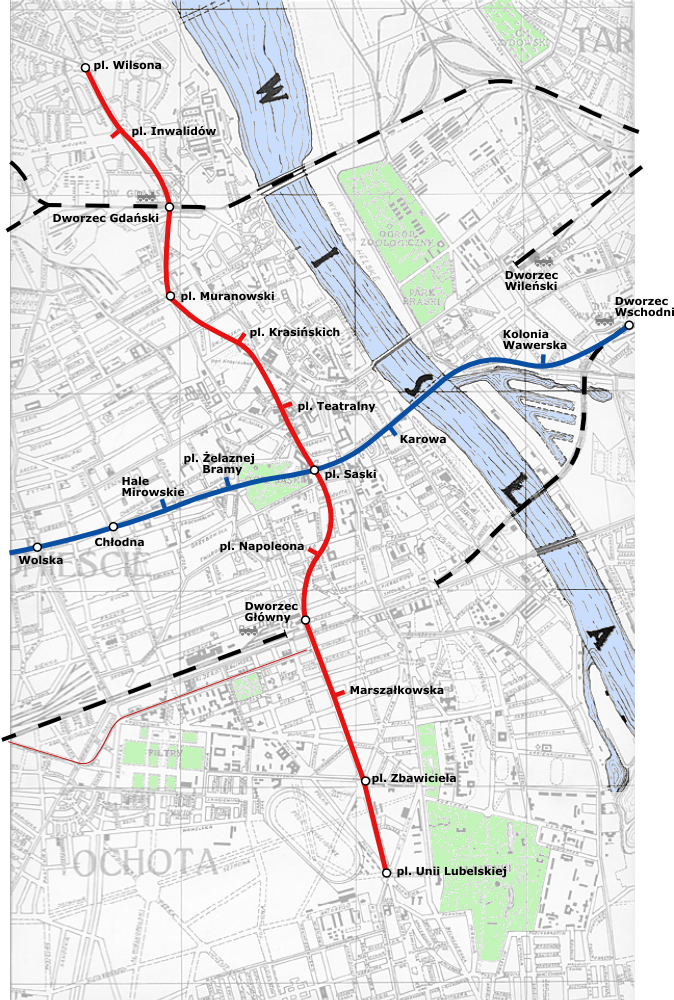
Primeira fase do planejamento do metrô que começou a ser trabalhada em 1938